# 倒转藻属
倒转藻属（学名：Gotoius）是足甲藻科下的一个属。属名以日本东京帝国大学已故教授 S. GoTô的名字命名。

## 下属物种
本属包括以下物种：
- Gotoius abei Matsuoka, 1988
- 偏心倒转藻 Gotoius excentricus (Nie) Sournia, 1984